# Пејнсвил (Охајо)
Пејнсвил (енгл. Painesville) град је у америчкој савезној држави Охајо.

## Демографија
По попису из 2010. године број становника је 19.563, што је 2.06 (11,8%) становника више него 2000. године.
| Група             | 2000.          | 2010.          |
| Белци             | 12.502 (71,4%) | 11.882 (60,7%) |
| Афроамериканци    | 2.264 (12,9%)  | 2.555 (13,1%)  |
| Азијати           | 74 (0,4%)      | 149 (0,8%)     |
| Хиспаноамериканци | 2.256 (12,9%)  | 4.298 (22,0%)  |
| Укупно            | 17.503         | 19.563         |